# 玉の井
玉の井（たまのい）は、戦前から1958年（昭和33年）の売春防止法施行まで、旧東京市向島区寺島町（現在の東京都墨田区東向島五丁目、東向島六丁目、墨田三丁目）に存在した私娼街である。永井荷風の代表作『濹東綺譚』、漫画家・滝田ゆうの『寺島町奇譚』の舞台として知られる。

## 玉の井の起源
玉の井の起源については、永井荷風の『濹東綺譚』によれば、1918年（大正7年） - 1919年（大正8年）のころ、浅草観音堂裏に言問通りが開かれるに際して、その近辺にあった銘酒屋等がこの地へ移ってきたのが始まり。この当時、ここは東京市外であった。
その後、関東大震災後の復興に際して、浅草では銘酒屋の再建が許可されず、亀戸とともに銘酒屋営業が認可された玉の井は、ますます繁栄した。
また、浅草からこの付近まで一直線に通る道路（現、国道6号）が開通したほか、1931年（昭和6年）には東武鉄道伊勢崎線の浅草雷門駅（現、浅草駅）が開業したことで、浅草から玉ノ井駅（現、東向島駅）までのアクセスが格段に良くなったことも繁栄を助長した。

## 戦前・戦中
玉の井の銘酒屋は、間口の狭い木造2階の長屋建で、それぞれの店には女性を1 - 2人程度置いていた。1階には狭い通りに面して小窓が作られ、ここから店の女が顔を覗かせて客の男を呼んだ。女性が接客する部屋は2階にある。区画整理のできていない水田を埋め立てて作った土地のため、あぜ道の名残の細い路地が何本も、密集した銘酒屋街の中を縦横に入り組んで通っていた。また、その地質のせいで、雨が降ると相当ぬかるんだ。
路地の入り口には、あちこちに「ぬけられます」あるいは「近道」などと書いた看板が立っており、この街を荷風はラビラント（迷宮）と呼んだ。
この土地の遊興費は、荷風によれば平均的な店で1時間3円、「一寸の間」で1円から2円程度とのことである。また、銘酒屋は外からみるとあまりきれいではないが、中へ入ると「案外清潔だった」という（荷風「断腸亭日乗」昭和11年5月16日）。
所轄の寺島警察署の統計によれば、1933年（昭和8年）には、この街にあった銘酒屋の数は497軒、そこで働いていた女性の数は1,000人いたという。だが、実際にはこれよりもずっと多かったという説もある。また、荷風以外にも、徳田秋声、檀一雄、太宰治、室生犀星、高村光太郎、武田麟太郎、田中英光、サトウハチロー、川崎長太郎など、この街を訪れる文士が多くいた。また、尾崎士郎は「人生劇場（残侠編）」の中に玉の井を登場させた。作家高見順は『いやな感じ』の舞台を戦前の玉の井に置いている。漫画家の滝田ゆうは玉の井の出身で、自分の少年時代をモデルに寺島町奇譚を描いている。作家の半藤一利は、玉の井があった寺島町の隣町の吾嬬町育ちで「永井荷風の昭和」で少年時代にここを訪ねた思い出を記している。
第二次世界大戦中は、軍需工場の工員や兵隊たちで賑わったが、1945年（昭和20年）3月10日の東京大空襲で街のほとんどが焼失した。

## 戦後の玉の井
終戦後の玉の井は焼け残った地域に移り（焼失前の位置は寺島町五丁目、六丁目、現在の東向島五丁目、六丁目の一部。戦災後の位置は寺島町七丁目、現在の墨田三丁目の一部）、営業が続けられた。場所が移ったこと等から戦後の玉の井を新玉の井ということもある。また、一部の店は1キロほど離れた場所に作られた「鳩の街」に移転した。銘酒屋街は警察の指導により、「カフェー」風の店に改めさせられ、いわゆる赤線地帯となった。
吉行淳之介は、戦後の玉の井も、鳩の街など他の赤線地帯とは違った独特の風情があり、その記憶は滝田ゆうの作品につながると書いている（滝田ゆう「寺島町奇譚」解説）。
売春防止法施行後は、この地区に娼家はなくなり、ほとんどは商店や住宅が建ち並び、一部に町工場のある東京の普通の下町となった。多少、飲み屋やバーがある程度で、吉原のように歓楽街にはならなかった。だが、赤線廃止後何年かは、娼家はなくなったのにもかかわらず、まだ営業している店があると思い込み、この街を訪ねてくる男たちが絶えなかったという。
小説『濹東綺譚』や、高見順『いやな感じ』の初めに登場する、東向島広小路付近の東武伊勢崎線の踏切も、昭和40年代初めに、この付近の線路が高架化されたことにより、水戸街道（国道6号線）を跨ぐガードとなった。この踏切の近くで、前記の2小説の主人公がタクシーを降りる場面がある。
現在でも、戦災で焼け残った地区（新玉の井、現在の墨田三丁目付近）に昔の面影のあるカフェー風の建物、銘酒屋風や色タイルを貼った建物等が残っているが、それらも改修や老朽化に伴う建て替えにより少なくなってきている。ただ、密集した街の中を入り組んで通る細い街路だけは、ほぼ昔のまま残っている。

## その他
- よく間違われるのだが、戦前・戦中の玉の井は、吉原のように公娼の集められていた「遊廓」ではなく、私娼の集まっていた私娼窟（私娼街）である。地元の人々は「めいしや」（銘酒屋）と呼んでいた。いわば、モグリ営業の売春宿が軒を連ねていたわけだが、当局は黙認していた。

## 地名について
「玉の井」はもともと東京府南葛飾郡寺島村にあった字（小字）で、北玉ノ井と本玉ノ井の二字があった。
1923年（大正12年）、寺島村が町制を施行して寺島町になる。1930年（昭和5年）、寺島町はこれまでの字を廃して新たに一 - 八丁目の大字を設置し、このとき正式な「玉の井」の地名が消滅。（字北玉ノ井と本玉ノ井は大字五 - 七丁目に含まれた。）
1932年（昭和7年）、市郡合併により東京市向島区寺島町（玉の井は寺島町五丁目と六丁目）となる。1943年（昭和18年）には都制施行により、東京都向島区寺島町となり、1947年（昭和22年）、特別区の再編により東京都墨田区寺島町となる。1965年（昭和40年）、住居表示の施行により東京都墨田区東向島、墨田となる。

## 玉の井近辺出身の有名人
- 滝田ゆう
- 3代目三遊亭圓歌
- 小川宏
- 清水一行
- 半藤一利
- 高見映（ノッポさん）
- 木の実ナナ（鳩の街出身）
- 出羽錦忠雄